# Acherontas
Acherontas (řecky Αχέροντας) je řecká black metalová kapela založená roku 2007 ve městě Athény zpěvákem a kytaristou Nikolaosem Panagopulosem (používajícím pseudonym Acherontas Vampire Priest Sorcerer). Jeho dřívější hudební skupiny byly Worship a Stutthof.
Debutové studiové album s názvem Tat Tvam Asi (Universal Omniscience) vyšlo roku 2007.

## Diskografie
Studiová alba
- Tat Tvam Asi (Universal Omniscience) (2007)
- Theosis (2010)
- Vamachara (2011)
- Amenti - Ψαλμοί αίματος και αστρικά οράματα (2013)
- Ma-Ion (Formulas of Reptilian Unification) (2015)
- Amarta अमर्त (Formulas of Reptilian Unification Part II) (2017)
- Faustian Ethos (Formulas of Reptilian Unification Part III) (2018)
- Psychic Death: "The Shattering of Perceptions" (2020)
- Malocchio: The Seven Tongues of Δαημων (2022)

EP
- Hermeticism (2011)

Kompilační alba
- 15 Years Anniversary of Left Hand Path Esoterica (2011)

Živá alba
- Black Blood Ceremony (2014)
- Faustian Rites over Brazil (2019)
- Deutschland Ritual (2019)

Kolaborativní alba
- Chthonic Libations (2016) – kolaborativní album se švédskou kapelou Nåstrond

Box sety
- Formulas of Reptilian Unification (The Trilogy) (2019)

Ostatní
- několik split nahrávek a singlů